# Haiducii
Haiducii, pseudonimo di Paula Monica Mitrache (Bucarest, 14 giugno 1971), è una cantante rumena naturalizzata italiana.

## Carriera
Nata il 14 giugno 1971 a Bucarest da padre olteno e madre moldava, Paula Monica Mitrache si è formata nella scuola d’arte musicale della capitale romena. Ha iniziato a muovere i primi passi nel mondo dello show business come modella. Ha vinto i due concorsi nazionali di bellezza femminile, Miss Bucarest e Miss Romania. Poi ha lavorato come conduttrice della televisione nazionale rumena. Ha partecipato anche al Festival nazionale di musica leggera di Mamaia. In seguito ha iniziato la sua carriera musicale, in Italia, nella primavera - estate del 2000, quando con il nome di Paula Mitrache ha cantato il brano Believe In Me, scritto da Bruno Santori e Roberto Battini, stampato in vinile su etichetta Exe Records.
Ha raggiunto il successo quando, con il nome di Haiducii, ha inciso a novembre 2003, per l'etichetta Universo, il brano Dragostea din tei, cover di una canzone degli O-Zone. Rispetto all'originale, la cover ha un più marcato ritmo dance, e presto ne sarebbero usciti molti remix: nel singolo, pubblicato a inizio 2004, era presente sia quello di Gabry Ponte, sia quello di Dj Ross, ma poi sono stati prodotti anche "Europa XL Remix" e molti altri ancora.
A sole due settimane dall'uscita, il pezzo era già disco d'oro e ha venduto più di un milione di copie in Europa toccando il primo posto nella top 10 dei singoli in Italia e il terzo nella classifica annuale, dove è rimasta in auge per tanto tempo, oltre ad arrivare in vetta alle classifiche dei dischi più venduti anche in diversi Paesi extraeuropei B-side di questo singolo era Spring. Dopo aver scalato le classifiche europee, Haiducii ha presentato il suo pezzo al Festival di Sanremo 2004 intervenendo fra gli ospiti internazionali.
Nell'estate 2004 ha cantato la canzone Maria Maria in Germania, partecipando al concerto "NRJ in the Park" di Berlino. Il secondo singolo è stato Mne S Toboy Horosho (Nara Nara Na Na), cover di una canzone dei Ruki Vverch passata quasi inosservata rispetto alla precedente hit. La canzone è cantata in russo, e ne è stata fatta anche una versione in inglese: Don't Get Too Mad at Me. Come per Dragostea din tei, Gabry Ponte ha remixato le due versioni, e nel singolo erano presenti anche altri due remix.
Nel 2005 ha cantato I Need a Boyfriend, canzone che si rifà a sonorità gitane, con un tocco di pop latino. Il video di questo singolo ha avuto come regista Luca Tommassini. Per la realizzazione del video, seguendo la richiesta del regista, ha selezionato diversi ritagli di giornali provenienti da tutto il mondo che mostrassero l'idea che la cantante aveva di sé. Sempre nel 2005 ha pubblicato un nuovo singolo, More 'n' More (I Love You), di cui hanno realizzato anche una versione Provenzano Dj e i Promise Land.
Nel 2007 è tornata sulle scene pubblicando il suo nuovo singolo, Boom Boom. Il brano presenta una svolta per quanto riguarda le sonorità in quanto è un mix di soft dance. Appena uscito, è andato in programmazione sui network più importanti. Nel 2008 è uscito il suo primo album dal titolo Paula Mitrache in Haiducii. Parallelamente alla carriera di cantante ha anche avuto un'esperienza come attrice recitando nelle prime due stagioni della fiction televisiva pugliese L'ariamara, andata in onda su Telenorba dal 2000 al 2009.
Nel 2019 ha collaborato con DJ Jump nell'album Back To The Feat, interpretando il brano Te Iubesc La Rasarit. Nel 2020 ha interpretato il brano Respira, scritto dalla stessa artista e da Luca Laruccia. Lo stesso anno pubblica in collaborazione con padre Cossu una cover di "Dragostea din tei" in chiave cattolica: "Parliamo di Gesù".
Nel 2021 collabora nuovamente con padre Cossu nella pubblicazione di "A mano A mano A Cristo Signore" una nuova cover in chiave cattolica della celebre "A mano a mano" di Rino Gaetano , ulteriore conferma dell'avvicinamento della cantante al mondo religioso pugliese.
Durante il suo tour estivo 2022 nelle piazze e nelle discoteche italiane ha lanciato il medley rumeno con i brani musicali di successo di artisti connazionali, sfoggiando sul palco costumi tradizionali del suo Paese d'origine, che appartengono sia alla sua famiglia che ad alcune sue amiche della diaspora che ha ricevuto in donazione, per tramandare culture antiche.
Il 3 giugno 2023 ha aperto il suo International Tour da Geseke in Germania. Il 23 giugno 2023 è uscito il singolo Troppo Chic (Dragostea Din Tei), nuova versione della hit degli anni Duemila, di Caffellatte e Haiducii per la Warner Music Italy. Il brano è stato presentato in televisione dalle due artiste nel corso della terza puntata del Radio Norba Cornetto Battiti Live trasmessa il 18 luglio in prime time su Italia 1. L'11 agosto 2023 esce una nuova versione rinnovata e solista di Dragostea Din Tei per l'etichetta indipendente Lushlife Production. È tornata ad esibirsi sulle note della hit degli anni Duemila sul principale canale televisivo italiano in occasione della seconda serata di Arena Suzuki dai 60 ai 2000, trasmessa il 27 settembre su Rai 1, con Amadeus nelle vesti di conduttore e deejay. Il 27 ottobre 2023 è uscita la versione future rave di Dragostea Din Tei, prodotta dai Dual Beat e Mr Frog, per l'etichetta Aetherius.
Il 16 febbraio 2024 ha partecipato come super ospite alla prima puntata della nuova edizione del talent show di Rai1 The Voice Senior 4, spin-off di The Voice of Italy.

## Vita privata
Nata in Romania, si è trasferita in Italia quando aveva 20 anni. Haiducii è da anni impegnata anche come mediatrice culturale a favore dei suoi connazionali che vivono in Italia, e per questo scopo ha fondato un'associazione con sede a Bari. Dal 2009 è consigliera del sindaco di Bari per i rapporti con la comunità rumena, nominata dal sindaco Michele Emiliano. È stata anche consigliera dell'allora Presidente della Provincia di Bari, Vincenzo Divella.
Nel settembre 2009 ha acquisito la cittadinanza italiana. Vive in Puglia e si è sposata con l'ex modello, manager e vincitore di Mister Italia 2010 Miky Falcicchio mediante rito civile a Giovinazzo il 6 dicembre 2021. Ha un figlio, nato da una precedente relazione.

## Discografia

### Album in studio
- 2008 – Paula Mitrache in Haiducii

### Singoli
- 2000 – Believe In Me
- 2004 – Dragostea din tei
- 2004 – Nara nara na na (Mne s toboj chorošo)
- 2005 – I Need a Boyfriend
- 2005 – More 'N' More (I Love You)
- 2006 – Boom Boom
- 2020 – Respira
- 2023 – Troppo chic (Dragostea Din Tei) di Caffellatte e Haiducii

## Filmografia
- L'ariamara (2000-2003), su Telenorba